# U-21-Fußball-Europameisterschaft 2023/Gruppe C
| Pl. | Land        | Sp. | S | U | N | Tore    | Diff. | Punkte |
| --- | ----------- | --- | - | - | - | ------- | ----- | ------ |
| 1.  | England     | 3   | 3 | 0 | 0 | 006:000 | +6    | 09     |
| 2.  | Israel      | 3   | 1 | 1 | 1 | 002:300 | −1    | 04     |
| 3.  | Tschechien  | 3   | 1 | 0 | 2 | 002:400 | −2    | 03     |
| 4.  | Deutschland | 3   | 0 | 1 | 2 | 002:500 | −3    | 01     |

Gruppe C der U-21-Fußball-Europameisterschaft 2023:

## Tschechien – England 0:2 (0:0)
| Tschechien                                                        | Tschechien | England | England |
| ----------------------------------------------------------------- | --- | --- | ------- |
| Tschechien                                                        | \| 1. Spieltag \| \| 22. Juni um 20:00 Uhr (18:00 Uhr MESZ) in Batumi (Batumi-Stadion) \| \| Ergebnis: 0:2 (0:0) \| \| Zuschauer: 8.168 \| \| Schiedsrichter: Horațiu Feșnic ( Rumänien) \| \| Spielbericht \|                                                                          | \| 1. Spieltag \| \| 22. Juni um 20:00 Uhr (18:00 Uhr MESZ) in Batumi (Batumi-Stadion) \| \| Ergebnis: 0:2 (0:0) \| \| Zuschauer: 8.168 \| \| Schiedsrichter: Horațiu Feșnic ( Rumänien) \| \| Spielbericht \| | England |
| Tschechien                                                        | Vítězslav Jaroš – Adam Gabriel, Martin Vitík, Robin Hranáč, Martin Cedidla – Filip Kaloč (82. Matěj Valenta), Lukáš Červ – Pavel Šulc (66. Adam Karabec), Jan Žambůrek (66. Kryštof Daněk), Vasil Kušej (60. Matěj Jurásek) – Václav Sejk (66. Daniel Fila) Cheftrainer: Jan Suchopárek | James Trafford – James Garner, Taylor Harwood-Bellis , Levi Colwill, Max Aarons (88. Ben Johnson) – Angel Gomes (79. Oliver Skipp), Curtis Jones, Jacob Ramsey, Morgan Gibbs-White (88. Harvey Elliott) – Noni Madueke (79. Emile Smith Rowe), Anthony Gordon (79. Cameron Archer) Cheftrainer: Lee Carsley ( Irland) | England |
| Tschechien                                                        | 0:1 Ramsey (47.) 0:2 Smith Rowe (90.+4') | | England |
| Tschechien                                                        | Sejk (19.), Šulc (45.+1'), Karabec (90.+3') | Gordon (20.), Aarons (56.), Gibbs-White (69.), Ramsey (84.) | England |
| 1. Spieltag                                                       | | |         |
| 22. Juni um 20:00 Uhr (18:00 Uhr MESZ) in Batumi (Batumi-Stadion) | | |         |
| Ergebnis: 0:2 (0:0)                                               | | |         |
| Zuschauer: 8.168                                                  | | |         |
| Schiedsrichter: Horațiu Feșnic ( Rumänien)                        | | |         |
| Spielbericht                                                      | | |         |

## Deutschland – Israel 1:1 (1:1)
| Deutschland                                                                   | Deutschland | Israel | Israel |
| ----------------------------------------------------------------------------- | --- | --- | ------ |
| Deutschland                                                                   | \| 1. Spieltag \| \| 22. Juni um 20:00 Uhr (18:00 Uhr MESZ) in Kutaissi (Ramas-Schengelia-Stadion) \| \| Ergebnis: 1:1 (1:1) \| \| Zuschauer: 2.442 \| \| Schiedsrichter: Willy Delajod ( Frankreich) \| \| Spielbericht \|                                                                | \| 1. Spieltag \| \| 22. Juni um 20:00 Uhr (18:00 Uhr MESZ) in Kutaissi (Ramas-Schengelia-Stadion) \| \| Ergebnis: 1:1 (1:1) \| \| Zuschauer: 2.442 \| \| Schiedsrichter: Willy Delajod ( Frankreich) \| \| Spielbericht \|                         | Israel |
| Deutschland                                                                   | Noah Atubolu – Josha Vagnoman, Yann Bisseck , Henning Matriciani, Luca Netz (85. Noah Weißhaupt) – Tom Krauß, Yannik Keitel (81. Eric Martel), Angelo Stiller – Denis Huseinbasic (73. Jessic Ngankam) – Kevin Schade, Youssoufa Moukoko (81. Nelson Weiper) Cheftrainer: Antonio Di Salvo | Daniel Peretz – Eden Karzev, Stav Lemkin, Karem Jaber, Gil Cohen , Roy Revivo – Ethane Azoulay (75. Anan Khalaili), Omri Gandelman, Oz Bilu (46. Arad Bar), Oscar Gloukh (86. Hisham Layous) – Dor Turgeman (65. Idan Gorno) Cheftrainer: Guy Luzon | Israel |
| Deutschland                                                                   | 1:1 Bisseck (26.) | 0:1 Turgeman (20.) | Israel |
| Deutschland                                                                   | Matriciani (15.), Stiller (52.) | Gandelman (33.), Karzev (38.), Cohen (78.), Revivo (90.+1'), Peretz (90.+3') | Israel |
| Deutschland                                                                   | Karzev (45.) | | Israel |
| Deutschland                                                                   | Peretz hält Foulelfmeter von Moukoko (3.) Peretz hält Foulelfmeter von Ngankam (80.) | | Israel |
| 1. Spieltag                                                                   | | |        |
| 22. Juni um 20:00 Uhr (18:00 Uhr MESZ) in Kutaissi (Ramas-Schengelia-Stadion) | | |        |
| Ergebnis: 1:1 (1:1)                                                           | | |        |
| Zuschauer: 2.442                                                              | | |        |
| Schiedsrichter: Willy Delajod ( Frankreich)                                   | | |        |
| Spielbericht                                                                  | | |        |

## Tschechien – Deutschland 2:1 (1:0)
| Tschechien                                                        | Tschechien | Deutschland | Deutschland |
| ----------------------------------------------------------------- | --- | --- | ----------- |
| Tschechien                                                        | \| 2. Spieltag \| \| 25. Juni um 20:00 Uhr (18:00 Uhr MESZ) in Batumi (Batumi-Stadion) \| \| Ergebnis: 2:1 (1:0) \| \| Zuschauer: 5.023 \| \| Schiedsrichter: Espen Eskås ( Norwegen) \| \| Spielbericht \|                                                                           | \| 2. Spieltag \| \| 25. Juni um 20:00 Uhr (18:00 Uhr MESZ) in Batumi (Batumi-Stadion) \| \| Ergebnis: 2:1 (1:0) \| \| Zuschauer: 5.023 \| \| Schiedsrichter: Espen Eskås ( Norwegen) \| \| Spielbericht \|                                                                            | Deutschland |
| Tschechien                                                        | Vítězslav Jaroš – Adam Gabriel, Martin Vitík, Robin Hranáč, Michal Fukala – Lukáš Červ (80. David Pech), Jan Žambůrek (66. Filip Kaloč) – Vasil Kušej (73. Matěj Jurásek), Matěj Valenta (80. Kryštof Daněk), Adam Karabec (73. Pavel Šulc) – Václav Sejk Cheftrainer: Jan Suchopárek | Noah Atubolu – Josha Vagnoman, Yann Bisseck , Henning Matriciani, Luca Netz – Tom Krauß (46. Faride Alidou), Yannik Keitel (46. Eric Martel), Angelo Stiller (85. Noah Weißhaupt) – Denis Huseinbasic – Jessic Ngankam (46. Nelson Weiper), Kevin Schade Cheftrainer: Antonio Di Salvo | Deutschland |
| Tschechien                                                        | 1:0 Sejk (35.) 2:1 Vitík (87.) | 1:1 Stiller (70.) | Deutschland |
| Tschechien                                                        | Červ (51.), Jurásek (77.), Jaroš (78.) | Krauß (38.), Keitel (42.), Alidou (63.) | Deutschland |
| 2. Spieltag                                                       | | |             |
| 25. Juni um 20:00 Uhr (18:00 Uhr MESZ) in Batumi (Batumi-Stadion) | | |             |
| Ergebnis: 2:1 (1:0)                                               | | |             |
| Zuschauer: 5.023                                                  | | |             |
| Schiedsrichter: Espen Eskås ( Norwegen)                           | | |             |
| Spielbericht                                                      | | |             |

## England – Israel  2:0 (1:0)
| England                                                                       | England | Israel | Israel |
| ----------------------------------------------------------------------------- | --- | --- | ------ |
| England                                                                       | \| 2. Spieltag \| \| 25. Juni um 20:00 Uhr (18:00 Uhr MESZ) in Kutaissi (Ramas-Schengelia-Stadion) \| \| Ergebnis: 2:0 (1:0) \| \| Zuschauer: 5.106 \| \| Schiedsrichter: Rade Obrenović ( Slowenien) \| \| Spielbericht \|                                                                                            | \| 2. Spieltag \| \| 25. Juni um 20:00 Uhr (18:00 Uhr MESZ) in Kutaissi (Ramas-Schengelia-Stadion) \| \| Ergebnis: 2:0 (1:0) \| \| Zuschauer: 5.106 \| \| Schiedsrichter: Rade Obrenović ( Slowenien) \| \| Spielbericht \|                               | Israel |
| England                                                                       | James Trafford – James Garner, Levi Colwill, Taylor Harwood-Bellis , Ben Johnson – Emile Smith Rowe (70. Harvey Elliott), Curtis Jones, Angel Gomes (70. Oliver Skipp), Morgan Gibbs-White (79. Jacob Ramsey) – Anthony Gordon (61. Cameron Archer), Noni Madueke (61. Cole Palmer) Cheftrainer: Lee Carsley ( Irland) | Daniel Peretz – Karem Jaber, Stav Lemkin, Gil Cohen , Roy Revivo, Hisham Layous (59. Yoav Hofmayster) – Anan Khalaili (46. Ilay Hajaj), Omri Gandelman, Ethane Azoulay (59. Idan Gorno), Oscar Gloukh – Dor Turgeman (76. Oz Bilu) Cheftrainer: Guy Luzon | Israel |
| England                                                                       | 1:0 Gordon (15.) 2:0 Smith Rowe (68.) | | Israel |
| England                                                                       | Johnson (45.), Jones (76.) | Hajaj (76.) | Israel |
| 2. Spieltag                                                                   | | |        |
| 25. Juni um 20:00 Uhr (18:00 Uhr MESZ) in Kutaissi (Ramas-Schengelia-Stadion) | | |        |
| Ergebnis: 2:0 (1:0)                                                           | | |        |
| Zuschauer: 5.106                                                              | | |        |
| Schiedsrichter: Rade Obrenović ( Slowenien)                                   | | |        |
| Spielbericht                                                                  | | |        |

## England – Deutschland 2:0 (2:0)
| England                                                           | England | Deutschland | Deutschland |
| ----------------------------------------------------------------- | --- | --- | ----------- |
| England                                                           | \| 3. Spieltag \| \| 28. Juni um 20:00 Uhr (18:00 Uhr MESZ) in Batumi (Batumi-Stadion) \| \| Ergebnis: 2:0 (2:0) \| \| Zuschauer: 9.600 \| \| Schiedsrichter: Əliyar Ağayev ( Aserbaidschan) \| \| Spielbericht \|                                                                           | \| 3. Spieltag \| \| 28. Juni um 20:00 Uhr (18:00 Uhr MESZ) in Batumi (Batumi-Stadion) \| \| Ergebnis: 2:0 (2:0) \| \| Zuschauer: 9.600 \| \| Schiedsrichter: Əliyar Ağayev ( Aserbaidschan) \| \| Spielbericht \|                                                                                          | Deutschland |
| England                                                           | James Trafford – Ben Johnson (59. Max Aarons), Charlie Cresswell, Jarrad Branthwaite, Luke Thomas – Harvey Elliott, Oliver Skipp, Jacob Ramsey (59. Emile Smith Rowe), Cole Palmer – Cameron Archer (69. Anthony Gordon), Noni Madueke (59. James Garner) Cheftrainer: Lee Carsley ( Irland) | Noah Atubolu – Josha Vagnoman (14. Kilian Fischer), Yann Bisseck , Márton Dárdai, Henning Matriciani (46. Luca Netz) – Tom Krauß, Yannik Keitel (81. Finn Ole Becker), Noah Weißhaupt (67. Faride Alidou) – Angelo Stiller – Kevin Schade, Nelson Weiper (67. Jessic Ngankam) Cheftrainer: Antonio Di Salvo | Deutschland |
| England                                                           | 1:0 Archer (4.) 2:0 Elliott (21.) | | Deutschland |
| 3. Spieltag                                                       | | |             |
| 28. Juni um 20:00 Uhr (18:00 Uhr MESZ) in Batumi (Batumi-Stadion) | | |             |
| Ergebnis: 2:0 (2:0)                                               | | |             |
| Zuschauer: 9.600                                                  | | |             |
| Schiedsrichter: Əliyar Ağayev ( Aserbaidschan)                    | | |             |
| Spielbericht                                                      | | |             |

## Israel – Tschechien 1:0 (0:0)
| Israel                                                                        | Israel | Tschechien | Tschechien |
| ----------------------------------------------------------------------------- | --- | --- | ---------- |
| Israel                                                                        | \| 3. Spieltag \| \| 28. Juni um 20:00 Uhr (18:00 Uhr MESZ) in Kutaissi (Ramas-Schengelia-Stadion) \| \| Ergebnis: 1:0 (0:0) \| \| Zuschauer: 2.175 \| \| Schiedsrichter: Duje Strukan ( Kroatien) \| \| Spielbericht \|                                              | \| 3. Spieltag \| \| 28. Juni um 20:00 Uhr (18:00 Uhr MESZ) in Kutaissi (Ramas-Schengelia-Stadion) \| \| Ergebnis: 1:0 (0:0) \| \| Zuschauer: 2.175 \| \| Schiedsrichter: Duje Strukan ( Kroatien) \| \| Spielbericht \|                                                             | Tschechien |
| Israel                                                                        | Daniel Peretz – Stav Lemkin, Omri Gandelman, Gil Cohen – Karem Jaber (76. Ilay Hajaj), Eden Karzev (76. Yoav Hofmayster), Oscar Gloukh, Ethane Azoulay (65. Oz Bilu), Roy Revivo – Idan Gorno (65. Anan Khalaili), Dor Turgeman (89. Arad Bar) Cheftrainer: Guy Luzon | Vítězslav Jaroš – Adam Gabriel, Martin Vitík (11. Tomáš Vlček), Robin Hranáč, Michal Fukala (84. Václav Sejk) – Filip Kaloč – David Pech (69. Matěj Valenta), Jan Žambůrek, Daniel Fila, Adam Karabec (46. Kryštof Daněk) – Vasil Kušej (46. Pavel Šulc) Cheftrainer: Jan Suchopárek | Tschechien |
| Israel                                                                        | 1:0 Gandelman (82.) | | Tschechien |
| Israel                                                                        | Revivo (68.), Karzev (90.+2'), Gloukh (90.+3'), Khalaili (90+4') | Jaroš (90.+4') | Tschechien |
| Israel                                                                        | Trainer Luzon bekommt eine Gelbe Karte (83.) | | Tschechien |
| 3. Spieltag                                                                   | | |            |
| 28. Juni um 20:00 Uhr (18:00 Uhr MESZ) in Kutaissi (Ramas-Schengelia-Stadion) | | |            |
| Ergebnis: 1:0 (0:0)                                                           | | |            |
| Zuschauer: 2.175                                                              | | |            |
| Schiedsrichter: Duje Strukan ( Kroatien)                                      | | |            |
| Spielbericht                                                                  | | |            |